# Gebietsspediteur
Der Begriff Gebietsspediteur bezeichnet innerhalb der Beschaffungslogistik eine Zulieferstruktur, bei der Lieferungen zunächst gesammelt werden, um sie dann in einer Ladung zum Bestimmungsort zu transportieren.

## Ziele
Die Gebietsspediteurstruktur zielt auf eine Konzentration von Einzelsendungen auf Transportmittel ab. Auf diese Weise kann die Anzahl der notwendigen Fahrzeuge reduziert werden und die Transportkosten gesenkt werden. Die Terminsteuerung vereinfacht sich und administrative Vorgänge werden vereinfacht (z. B. durch einheitliche Dokumente). Auch der Rückfluss leerer Behälter und von Verpackungen wird konzentriert.

## Anforderungen
An Gebietsspediteure richten sich spezielle Anforderungen. Insbesondere muss die innerbetriebliche Organisation auf diese Struktur abgestimmt sein. Auch erfordert diese Struktur ein hohes Maß an Termintreue und schnelle Beförderung.

## Bewertung
Für den Zulieferer, den Gebietsspediteur und den Abnehmer ergeben sich durch diese Struktur Vorteile.